# Europees kampioenschap handbal vrouwen 2014 (kwalificatie)
De kwalificatie voor het Europees kampioenschap handbal vrouwen 2014 was een reeks wedstrijden in het handbal waar werd uitgemaakt welke 14 landen mochten deelnemen aan het Europees kampioenschap handbal vrouwen 2014. De organiserende landen (Kroatië en Hongarije) waren automatisch geplaatst.

## Kalender
| Ronde      | Data                |
| ---------- | ------------------- |
| Speeldag 1 | 23, 24 oktober 2013 |
| Speeldag 2 | 26, 27 oktober 2013 |
| Speeldag 3 | 26, 27 maart 2014   |
| Speeldag 4 | 29, 30 maart 2014   |
| Speeldag 5 | 11, 12 juni 2014    |
| Speeldag 6 | 14, 15 juni 2014    |

## Kwalificatiesysteem

### Loting en format
De loting voor de groepsfase vond plaats op 26 mei 2013 in Veszprém. Hongarije en Kroatië zijn als gastlanden automatisch gekwalificeerd. De 26 aangemelde landenteams streden voor 14 plaatsen op het Europees kampioenschap. De teams werden verdeeld over verschillende potten op basis van de EHF-ranglijst.
De top 2 van elke groep kwalificeert zich voor het eindtoernooi.

### Plaatsing
| Pot 1                                                           | Pot 2                                                         | Pot 3                                                             | Pot 4                                        |
| --------------------------------------------------------------- | ------------------------------------------------------------- | ----------------------------------------------------------------- | -------------------------------------------- |
| Noorwegen Denemarken Montenegro Frankrijk Zweden Rusland Spanje | Roemenië Servië Duitsland IJsland Nederland Oekraïne Tsjechië | Macedonië Turkije Slovenië Polen Oostenrijk Wit-Rusland Slowakije | Zwitserland Portugal Italië Litouwen Finland |

## Groepen
De loting voor de kwalificatie leidde tot de zeven onderstaande groepen. De eerste twee landen in elke groep plaatsten zich voor de eindronde.
|  | Gekwalificeerd |
|  | Uitgeschakeld  |

### Groep 1
| Pos | Team       | Wed | W | G | V | DV  | DT  | DS  | Ptn |
| --- | ---------- | --- | - | - | - | --- | --- | --- | --- |
| 1   | Denemarken | 6   | 6 | 0 | 0 | 204 | 164 | +40 | 12  |
| 2   | Oekraïne   | 6   | 3 | 0 | 3 | 177 | 166 | +11 | 6   |
| 3   | Oostenrijk | 6   | 3 | 0 | 3 | 177 | 186 | −9  | 6   |
| 4   | Litouwen   | 6   | 0 | 0 | 6 | 160 | 202 | −42 | 0   |

| Donderdag 24 oktober 2013 10:00 UTC+2 | Oekraïne              | 30–27   | Litouwen          | Palace of Sports "ZAS", Zaporizja Toeschouwers: 1.400 Scheidsrechters: Aghakishi, Aghakishi (AZE) |
| Donderdag 24 oktober 2013 10:00 UTC+2 | Glibko, Managarova 10 | (11–15) | Bernatavičiūtė 14 | Palace of Sports "ZAS", Zaporizja Toeschouwers: 1.400 Scheidsrechters: Aghakishi, Aghakishi (AZE) |
| Donderdag 24 oktober 2013 10:00 UTC+2 | 2× 4×                 | verslag | 2× 3×             | Palace of Sports "ZAS", Zaporizja Toeschouwers: 1.400 Scheidsrechters: Aghakishi, Aghakishi (AZE) |

| Donderdag 24 oktober 2013 21:00 UTC+2 | Denemarken | 42–27   | Oostenrijk | Roskilde Hallen, Roskilde Toeschouwers: 1.879 Scheidsrechters: Gasmi, Gasmi (FRA) |
| Donderdag 24 oktober 2013 21:00 UTC+2 | Nørgaard 9 | (20–11) | Frey 8     | Roskilde Hallen, Roskilde Toeschouwers: 1.879 Scheidsrechters: Gasmi, Gasmi (FRA) |
| Donderdag 24 oktober 2013 21:00 UTC+2 | 3×         | verslag | 3× 4×      | Roskilde Hallen, Roskilde Toeschouwers: 1.879 Scheidsrechters: Gasmi, Gasmi (FRA) |

| Zondag 27 oktober 2013 18:00 UTC+2 | Litouwen       | 31–38   | Denemarken        | Cido Arena, Panevėžys Toeschouwers: 200 Scheidsrechters: Gutowska, Lesiak (POL) |
| Zondag 27 oktober 2013 18:00 UTC+2 | Satkauskaitė 9 | (12–21) | Burgaard, Dalby 5 | Cido Arena, Panevėžys Toeschouwers: 200 Scheidsrechters: Gutowska, Lesiak (POL) |
| Zondag 27 oktober 2013 18:00 UTC+2 | 3×             | verslag | 2×                | Cido Arena, Panevėžys Toeschouwers: 200 Scheidsrechters: Gutowska, Lesiak (POL) |

| Zondag 27 oktober 2013 20:25 UTC+2 | Oostenrijk      | 34–28   | Oekraïne      | Sport Halle Krems, Krems an der Donau Toeschouwers: 800 Scheidsrechters: Ilieva, Karbeska (MAC) |
| Zondag 27 oktober 2013 20:25 UTC+2 | Scheffknecht 13 | (18–12) | Borshchenko 8 | Sport Halle Krems, Krems an der Donau Toeschouwers: 800 Scheidsrechters: Ilieva, Karbeska (MAC) |
| Zondag 27 oktober 2013 20:25 UTC+2 | 3× 4×           | verslag | 3× 2×         | Sport Halle Krems, Krems an der Donau Toeschouwers: 800 Scheidsrechters: Ilieva, Karbeska (MAC) |

| Donderdag 27 maart 2014 18:30 UTC+2 | Litouwen         | 28–31   | Oostenrijk      | Cido Arena, Panevėžys Toeschouwers: 400 Scheidsrechters: Nastase, Raluca Stancu (ROU) |
| Donderdag 27 maart 2014 18:30 UTC+2 | Bernatavičiūtė 8 | (13–13) | Scheffknecht 12 | Cido Arena, Panevėžys Toeschouwers: 400 Scheidsrechters: Nastase, Raluca Stancu (ROU) |
| Donderdag 27 maart 2014 18:30 UTC+2 | 3× 5×            | verslag | 1× 6×           | Cido Arena, Panevėžys Toeschouwers: 400 Scheidsrechters: Nastase, Raluca Stancu (ROU) |

| Zaterdag 29 maart 2014 20:25 UTC+2 | Oostenrijk     | 32–22   | Litouwen          | Handballarena Rieden-Vorkloster, Bregenz Toeschouwers: 1.300 Scheidsrechters: Andorka, Hucker (HUN) |
| Zaterdag 29 maart 2014 20:25 UTC+2 | Scheffknecht 9 | (19–11) | Bernatavičiūtė 11 | Handballarena Rieden-Vorkloster, Bregenz Toeschouwers: 1.300 Scheidsrechters: Andorka, Hucker (HUN) |
| Zaterdag 29 maart 2014 20:25 UTC+2 | 2× 4×          | verslag | 3× 6×             | Handballarena Rieden-Vorkloster, Bregenz Toeschouwers: 1.300 Scheidsrechters: Andorka, Hucker (HUN) |

| Zaterdag 29 maart 2014 21:15 UTC+2 | Denemarken  | 28–26   | Oekraïne             | TRE-FOR Arena, Kolding Toeschouwers: 1.454 Scheidsrechters: Freitas, Carvalho (POR) |
| Zaterdag 29 maart 2014 21:15 UTC+2 | Jørgensen 6 | (17–11) | Glibko, Managarova 5 | TRE-FOR Arena, Kolding Toeschouwers: 1.454 Scheidsrechters: Freitas, Carvalho (POR) |
| Zaterdag 29 maart 2014 21:15 UTC+2 | 3× 6× 1×    | verslag | 2× 5×                | TRE-FOR Arena, Kolding Toeschouwers: 1.454 Scheidsrechters: Freitas, Carvalho (POR) |

| Woensdag 4 juni 2014 17:10 UTC+2 | Oekraïne      | 24–28   | Denemarken | Chemkostav Arena, Michalovce Toeschouwers: 900 Scheidsrechters: Mandak, Rudinsky (SVK) |
| Woensdag 4 juni 2014 17:10 UTC+2 | Nikolayenko 7 | (16–16) | Nørgaard 8 | Chemkostav Arena, Michalovce Toeschouwers: 900 Scheidsrechters: Mandak, Rudinsky (SVK) |
| Woensdag 4 juni 2014 17:10 UTC+2 | 2× 5×         | verslag | 3× 5×      | Chemkostav Arena, Michalovce Toeschouwers: 900 Scheidsrechters: Mandak, Rudinsky (SVK) |

| Zaterdag 7 juni 2014 17:15 UTC+2 | Oostenrijk | 29–33   | Denemarken  | Albert Schultz Eishalle, Wenen Toeschouwers: 4.500 Scheidsrechters: Opava, Valek (CZE) |
| Zaterdag 7 juni 2014 17:15 UTC+2 | Engel 8    | (14–16) | Jørgensen 8 | Albert Schultz Eishalle, Wenen Toeschouwers: 4.500 Scheidsrechters: Opava, Valek (CZE) |
| Zaterdag 7 juni 2014 17:15 UTC+2 | 3× 2×      | verslag | 3× 2×       | Albert Schultz Eishalle, Wenen Toeschouwers: 4.500 Scheidsrechters: Opava, Valek (CZE) |

| Woensdag 11 juni 2014 18:30 UTC+2 | Litouwen       | 25–36   | Oekraïne     | Zalgiris Arena, Kaunas Toeschouwers: 1.301 Scheidsrechters: Wyss, Zowa (SUI) |
| Woensdag 11 juni 2014 18:30 UTC+2 | Satkauskaite 5 | (12–15) | Managarova 8 | Zalgiris Arena, Kaunas Toeschouwers: 1.301 Scheidsrechters: Wyss, Zowa (SUI) |
| Woensdag 11 juni 2014 18:30 UTC+2 | 3×             | verslag | 3× 1×        | Zalgiris Arena, Kaunas Toeschouwers: 1.301 Scheidsrechters: Wyss, Zowa (SUI) |

| Zondag 15 juni 2014 16:00 UTC+2 | Denemarken  | 35–27   | Litouwen          | Roskilde Hallen, Roskilde Toeschouwers: 1.648 Scheidsrechters: Vesovic, Mitrovic (MNE) |
| Zondag 15 juni 2014 16:00 UTC+2 | Jørgensen 7 | (21–12) | Bernatavičiūtė 10 | Roskilde Hallen, Roskilde Toeschouwers: 1.648 Scheidsrechters: Vesovic, Mitrovic (MNE) |
| Zondag 15 juni 2014 16:00 UTC+2 | 3× 1×       | verslag | 3× 1×             | Roskilde Hallen, Roskilde Toeschouwers: 1.648 Scheidsrechters: Vesovic, Mitrovic (MNE) |

| Zondag 15 juni 2014 20:20 UTC+2 | Oekraïne       | 33–24   | Oostenrijk | Chemkostav Arena, Michalovce Toeschouwers: 550 Scheidsrechters: Horváth, Marton (HUN) |
| Zondag 15 juni 2014 20:20 UTC+2 | Nikolayenko 12 | (17–10) | Frey 9     | Chemkostav Arena, Michalovce Toeschouwers: 550 Scheidsrechters: Horváth, Marton (HUN) |
| Zondag 15 juni 2014 20:20 UTC+2 | 3× 6× 1×       | verslag | 3× 5×      | Chemkostav Arena, Michalovce Toeschouwers: 550 Scheidsrechters: Horváth, Marton (HUN) |

### Groep 2
| Pos | Team      | Wed | W | G | V | DV  | DT  | DS  | Ptn |
| --- | --------- | --- | - | - | - | --- | --- | --- | --- |
| 1   | Frankrijk | 6   | 5 | 1 | 0 | 163 | 108 | +55 | 11  |
| 2   | Slowakije | 6   | 3 | 1 | 2 | 154 | 131 | +23 | 7   |
| 3   | IJsland   | 6   | 3 | 0 | 3 | 151 | 136 | +15 | 6   |
| 4   | Finland   | 6   | 0 | 0 | 6 | 106 | 191 | −85 | 0   |

| Woensdag 23 oktober 2013 19:30 UTC | IJsland                      | 34–18   | Finland     | Vodafone hall at Hlidarendi, Reykjavik Toeschouwers: 550 Scheidsrechters: Kijauskaite, Zaliene (LTU) |
| Woensdag 23 oktober 2013 19:30 UTC | Jónsdóttir, Sigurðardóttir 5 | (18–8)  | Cainberg 10 | Vodafone hall at Hlidarendi, Reykjavik Toeschouwers: 550 Scheidsrechters: Kijauskaite, Zaliene (LTU) |
| Woensdag 23 oktober 2013 19:30 UTC | 3× 5×                        | verslag | 3× 2×       | Vodafone hall at Hlidarendi, Reykjavik Toeschouwers: 550 Scheidsrechters: Kijauskaite, Zaliene (LTU) |

| Donderdag 24 oktober 2013 19:15 UTC+2 | Frankrijk             | 25–18   | Slowakije   | Kindarena, Rouen Toeschouwers: 4.400 Scheidsrechters: Laurell, Engberg (SWE) |
| Donderdag 24 oktober 2013 19:15 UTC+2 | Baudouin, Lacrabère 6 | (13–7)  | Beňušková 5 | Kindarena, Rouen Toeschouwers: 4.400 Scheidsrechters: Laurell, Engberg (SWE) |
| Donderdag 24 oktober 2013 19:15 UTC+2 | 3×                    | verslag | 3×          | Kindarena, Rouen Toeschouwers: 4.400 Scheidsrechters: Laurell, Engberg (SWE) |

| Zondag 27 oktober 2013 17:00 UTC+1 | Slowakije  | 19–18   | IJsland       | Mestská Sportova hala, Šaľa Toeschouwers: 2.500 Scheidsrechters: Nastase, Raluca Stancu (ROU) |
| Zondag 27 oktober 2013 17:00 UTC+1 | Szarková 5 | (9–9)   | Knútsdóttir 7 | Mestská Sportova hala, Šaľa Toeschouwers: 2.500 Scheidsrechters: Nastase, Raluca Stancu (ROU) |
| Zondag 27 oktober 2013 17:00 UTC+1 | 3× 2×      | verslag | 2× 5×         | Mestská Sportova hala, Šaľa Toeschouwers: 2.500 Scheidsrechters: Nastase, Raluca Stancu (ROU) |

| Zondag 27 oktober 2013 18:30 UTC+2 | Finland           | 13–27   | Frankrijk  | Vantaa Energia areena, Vantaa Toeschouwers: 1.529 Scheidsrechters: Brunner, Salah (SUI) |
| Zondag 27 oktober 2013 18:30 UTC+2 | Cainberg, Hilli 3 | (8–17)  | Baudouin 5 | Vantaa Energia areena, Vantaa Toeschouwers: 1.529 Scheidsrechters: Brunner, Salah (SUI) |
| Zondag 27 oktober 2013 18:30 UTC+2 | 3× 2×             | verslag | 3× 2×      | Vantaa Energia areena, Vantaa Toeschouwers: 1.529 Scheidsrechters: Brunner, Salah (SUI) |

| Woensdag 26 maart 2014 19:00 UTC+2 | Finland | 25–27   | Slowakije  | Vantaa Energia areena, Vantaa Toeschouwers: 600 Scheidsrechters: Rakytina, Tkachuk (UKR) |
| Woensdag 26 maart 2014 19:00 UTC+2 | Roos 7  | (14–12) | Dubajová 7 | Vantaa Energia areena, Vantaa Toeschouwers: 600 Scheidsrechters: Rakytina, Tkachuk (UKR) |
| Woensdag 26 maart 2014 19:00 UTC+2 | 3× 5×   | verslag | 3×         | Vantaa Energia areena, Vantaa Toeschouwers: 600 Scheidsrechters: Rakytina, Tkachuk (UKR) |

| Woensdag 26 maart 2014 19:30 UTC | IJsland       | 25–27   | Frankrijk           | Laugardalshöll, Reykjavik Toeschouwers: 1.323 Scheidsrechters: Opava, Valek (CZE) |
| Woensdag 26 maart 2014 19:30 UTC | Knútsdóttir 8 | (11–15) | Baudouin, Dembélé 5 | Laugardalshöll, Reykjavik Toeschouwers: 1.323 Scheidsrechters: Opava, Valek (CZE) |
| Woensdag 26 maart 2014 19:30 UTC | 3× 4×         | verslag | 3× 5×               | Laugardalshöll, Reykjavik Toeschouwers: 1.323 Scheidsrechters: Opava, Valek (CZE) |

| Zaterdag 29 maart 2014 17:30 UTC+1 | Frankrijk | 24–19   | IJsland        | Limoges Toeschouwers: 4.500 Scheidsrechters: Vujacic, Kazanegra (MNE) |
| Zaterdag 29 maart 2014 17:30 UTC+1 | Niombla 8 | (10–13) | Magnúsdóttir 8 | Limoges Toeschouwers: 4.500 Scheidsrechters: Vujacic, Kazanegra (MNE) |
| Zaterdag 29 maart 2014 17:30 UTC+1 | 3× 2×     | verslag | 3× 2×          | Limoges Toeschouwers: 4.500 Scheidsrechters: Vujacic, Kazanegra (MNE) |

| Zaterdag 29 maart 2014 18:00 UTC+1 | Slowakije   | 38–17   | Finland               | Chemkostav Arena, Michalovce Toeschouwers: 2.000 Scheidsrechters: Cernavskis, Bogdanovs (LAT) |
| Zaterdag 29 maart 2014 18:00 UTC+1 | Beňušková 7 | (17–7)  | Genberg, von Numers 4 | Chemkostav Arena, Michalovce Toeschouwers: 2.000 Scheidsrechters: Cernavskis, Bogdanovs (LAT) |
| Zaterdag 29 maart 2014 18:00 UTC+1 | 2× 3×       | verslag | 2×                    | Chemkostav Arena, Michalovce Toeschouwers: 2.000 Scheidsrechters: Cernavskis, Bogdanovs (LAT) |

| Woensdag 11 juni 2014 18:00 UTC+2 | Slowakije   | 24–24   | Frankrijk       | Mestská Sportova hala, Šaľa Toeschouwers: 2.900 Scheidsrechters: Jurinovic, Mrvica (CRO) |
| Woensdag 11 juni 2014 18:00 UTC+2 | Beňušková 5 | (15–12) | Deroin, Zaadi 4 | Mestská Sportova hala, Šaľa Toeschouwers: 2.900 Scheidsrechters: Jurinovic, Mrvica (CRO) |
| Woensdag 11 juni 2014 18:00 UTC+2 | 2× 1×       | verslag | 3× 2×           | Mestská Sportova hala, Šaľa Toeschouwers: 2.900 Scheidsrechters: Jurinovic, Mrvica (CRO) |

| Woensdag 11 juni 2014 19:00 UTC+3 | Finland    | 20–29   | IJsland        | Sisu Arena, Karis Toeschouwers: 400 Scheidsrechters: Di Domenico, Fornasier (ITA) |
| Woensdag 11 juni 2014 19:00 UTC+3 | Lönnborg 8 | (6–18)  | Einarsdóttir 6 | Sisu Arena, Karis Toeschouwers: 400 Scheidsrechters: Di Domenico, Fornasier (ITA) |
| Woensdag 11 juni 2014 19:00 UTC+3 | 3× 2×      | verslag | 3× 4×          | Sisu Arena, Karis Toeschouwers: 400 Scheidsrechters: Di Domenico, Fornasier (ITA) |

| Zondag 15 juni 2014 14:45 UTC+1 | IJsland        | 30–28   | Slowakije   | Laugardalshöll, Reykjavik Toeschouwers: 975 Scheidsrechters: Maric, Masic (SRB) |
| Zondag 15 juni 2014 14:45 UTC+1 | Knútsdóttir 10 | (16–12) | Szarková 10 | Laugardalshöll, Reykjavik Toeschouwers: 975 Scheidsrechters: Maric, Masic (SRB) |
| Zondag 15 juni 2014 14:45 UTC+1 | 2×             | verslag | 2× 5×       | Laugardalshöll, Reykjavik Toeschouwers: 975 Scheidsrechters: Maric, Masic (SRB) |

| Zondag 15 juni 2014 17:00 UTC+2 | Frankrijk              | 36–13   | Finland | Vendéspace, Mouilleron-le-Captif Toeschouwers: 2.200 Scheidsrechters: Sa, Sa (POR) |
| Zondag 15 juni 2014 17:00 UTC+2 | Gaudefroy, Lacrabère 8 | (14–5)  | Ax 3    | Vendéspace, Mouilleron-le-Captif Toeschouwers: 2.200 Scheidsrechters: Sa, Sa (POR) |
| Zondag 15 juni 2014 17:00 UTC+2 | 2× 3×                  | verslag | 3× 1×   | Vendéspace, Mouilleron-le-Captif Toeschouwers: 2.200 Scheidsrechters: Sa, Sa (POR) |

### Groep 3
| Pos | Team       | Wed | W | G | V | DV  | DT  | DS  | Ptn |
| --- | ---------- | --- | - | - | - | --- | --- | --- | --- |
| 1   | Montenegro | 6   | 5 | 1 | 0 | 150 | 134 | +16 | 11  |
| 2   | Polen      | 6   | 3 | 0 | 3 | 140 | 132 | +8  | 6   |
| 3   | Tsjechië   | 6   | 3 | 0 | 3 | 157 | 136 | +21 | 6   |
| 4   | Portugal   | 6   | 0 | 1 | 5 | 127 | 172 | −45 | 1   |

| Woensdag 23 oktober 2013 18:00 UTC+2 | Montenegro   | 25–21   | Polen   | S.C. Moraca, Podgorica Toeschouwers: 3.550 Scheidsrechters: Mandak, Rudinsky (SVK) |
| Woensdag 23 oktober 2013 18:00 UTC+2 | Bulatović 11 | (11–11) | Grzyb 6 | S.C. Moraca, Podgorica Toeschouwers: 3.550 Scheidsrechters: Mandak, Rudinsky (SVK) |
| Woensdag 23 oktober 2013 18:00 UTC+2 | 3×           | verslag | 3×      | S.C. Moraca, Podgorica Toeschouwers: 3.550 Scheidsrechters: Mandak, Rudinsky (SVK) |

| Woensdag 23 oktober 2013 18:00 UTC+2 | Tsjechië    | 35–20   | Portugal  | Sportovni hala Banik, Most Toeschouwers: 1.070 Scheidsrechters: Florescu, Duta (ROU) |
| Woensdag 23 oktober 2013 18:00 UTC+2 | Chrenková 6 | (17–8)  | Valente 4 | Sportovni hala Banik, Most Toeschouwers: 1.070 Scheidsrechters: Florescu, Duta (ROU) |
| Woensdag 23 oktober 2013 18:00 UTC+2 | 3× 2×       | verslag | 3× 2×     | Sportovni hala Banik, Most Toeschouwers: 1.070 Scheidsrechters: Florescu, Duta (ROU) |

| Zondag 27 oktober 2013 15:00 UTC+2 | Portugal  | 24–29   | Montenegro                     | Multidesportos Dr. Mario Mexia, Coimbra Toeschouwers: 1.000 Scheidsrechters: Arntsen, Röen (NOR) |
| Zondag 27 oktober 2013 15:00 UTC+2 | Andrade 8 | (8–10)  | Miljanić-Petrovic, Radičević 7 | Multidesportos Dr. Mario Mexia, Coimbra Toeschouwers: 1.000 Scheidsrechters: Arntsen, Röen (NOR) |
| Zondag 27 oktober 2013 15:00 UTC+2 | 2×        | verslag | 2×                             | Multidesportos Dr. Mario Mexia, Coimbra Toeschouwers: 1.000 Scheidsrechters: Arntsen, Röen (NOR) |

| Zondag 27 oktober 2013 17:40 UTC+2 | Polen        | 19–22   | Tsjechië   | Globus Hall, Lublin Toeschouwers: 4.300 Scheidsrechters: Zotin, Volodkov (RUS) |
| Zondag 27 oktober 2013 17:40 UTC+2 | Stachowska 5 | (9–9)   | Luzumová 9 | Globus Hall, Lublin Toeschouwers: 4.300 Scheidsrechters: Zotin, Volodkov (RUS) |
| Zondag 27 oktober 2013 17:40 UTC+2 | 3× 2×        | verslag | 3× 1×      | Globus Hall, Lublin Toeschouwers: 4.300 Scheidsrechters: Zotin, Volodkov (RUS) |

| Woensdag 26 maart 2014 16:20 UTC+1 | Tsjechië   | 23–24   | Montenegro  | Sportovni hala Banik, Most Toeschouwers: 1.100 Scheidsrechters: Mazeika, Gatelis (LTU) |
| Woensdag 26 maart 2014 16:20 UTC+1 | Luzumová 7 | (10–11) | Radičević 6 | Sportovni hala Banik, Most Toeschouwers: 1.100 Scheidsrechters: Mazeika, Gatelis (LTU) |
| Woensdag 26 maart 2014 16:20 UTC+1 | 3× 1×      | verslag | 3× 4×       | Sportovni hala Banik, Most Toeschouwers: 1.100 Scheidsrechters: Mazeika, Gatelis (LTU) |

| Woensdag 26 maart 2014 21:00 UTC+1 | Portugal | 17–24   | Polen     | Pavilhao Muncipal da Maia, Maia Toeschouwers: 900 Scheidsrechters: Laurell, Engberg (SWE) |
| Woensdag 26 maart 2014 21:00 UTC+1 | Silva 6  | (7–11)  | Kudłacz 7 | Pavilhao Muncipal da Maia, Maia Toeschouwers: 900 Scheidsrechters: Laurell, Engberg (SWE) |
| Woensdag 26 maart 2014 21:00 UTC+1 | 3× 6× 1× | verslag | 2× 1×     | Pavilhao Muncipal da Maia, Maia Toeschouwers: 900 Scheidsrechters: Laurell, Engberg (SWE) |

| Zondag 30 maart 2014 16:00 UTC+2 | Montenegro  | 25–22   | Tsjechië   | Sporthall Nikoljac, Bijelo Polje Toeschouwers: 3.000 Scheidsrechters: Cohen, Peretz (ISR) |
| Zondag 30 maart 2014 16:00 UTC+2 | Bulatović 6 | (12–11) | Luzumová 9 | Sporthall Nikoljac, Bijelo Polje Toeschouwers: 3.000 Scheidsrechters: Cohen, Peretz (ISR) |
| Zondag 30 maart 2014 16:00 UTC+2 | 3× 2×       | verslag | 3×         | Sporthall Nikoljac, Bijelo Polje Toeschouwers: 3.000 Scheidsrechters: Cohen, Peretz (ISR) |

| Zondag 30 maart 2014 17:30 UTC+2 | Polen    | 29–21   | Portugal   | Centrum Rekreacyjno-Sportove, Zielona Góra Toeschouwers: 5.000 Scheidsrechters: Ünlü Hatipoglu, Simsek (TUR) |
| Zondag 30 maart 2014 17:30 UTC+2 | Byzdra 4 | (14–8)  | Ferreira 7 | Centrum Rekreacyjno-Sportove, Zielona Góra Toeschouwers: 5.000 Scheidsrechters: Ünlü Hatipoglu, Simsek (TUR) |
| Zondag 30 maart 2014 17:30 UTC+2 | 3× 1×    | verslag | 3× 6× 1×   | Centrum Rekreacyjno-Sportove, Zielona Góra Toeschouwers: 5.000 Scheidsrechters: Ünlü Hatipoglu, Simsek (TUR) |

| Woensdag 11 juni 2014 20:00 UTC+2 | Polen    | 22–25   | Montenegro | Hala Sportowa Częstochowa, Częstochowa Toeschouwers: 6.700 Scheidsrechters: Nastase, Raluca Stancu (ROU) |
| Woensdag 11 juni 2014 20:00 UTC+2 | Wojtas 6 | (11–10) | Bulatović  | Hala Sportowa Częstochowa, Częstochowa Toeschouwers: 6.700 Scheidsrechters: Nastase, Raluca Stancu (ROU) |
| Woensdag 11 juni 2014 20:00 UTC+2 | 2× 3×    | verslag | 3× 4×      | Hala Sportowa Częstochowa, Częstochowa Toeschouwers: 6.700 Scheidsrechters: Nastase, Raluca Stancu (ROU) |

| Woensdag 11 juni 2014 20:00 UTC+2 | Portugal | 23–33   | Tsjechië   | Pavilhao Municipal De S.Pedro Do SUL, São Pedro do Sul Toeschouwers: 1.300 Scheidsrechters: Pandzic, Mosorinski (SRB) |
| Woensdag 11 juni 2014 20:00 UTC+2 | Aguiar 7 | (9–14)  | Luzumová 6 | Pavilhao Municipal De S.Pedro Do SUL, São Pedro do Sul Toeschouwers: 1.300 Scheidsrechters: Pandzic, Mosorinski (SRB) |
| Woensdag 11 juni 2014 20:00 UTC+2 | 3× 1×    | verslag | 3× 2×      | Pavilhao Municipal De S.Pedro Do SUL, São Pedro do Sul Toeschouwers: 1.300 Scheidsrechters: Pandzic, Mosorinski (SRB) |

| Zaterdag 14 juni 2014 11:25 UTC+2 | Tsjechië      | 22–35   | Polen     | Mestska hala micovych sportu, Brno Toeschouwers: 2.500 Scheidsrechters: AKonjicanin, Konjicanin (BIH) |
| Zaterdag 14 juni 2014 11:25 UTC+2 | Kutlvašrová 7 | (10–16) | Kudlacz 8 | Mestska hala micovych sportu, Brno Toeschouwers: 2.500 Scheidsrechters: AKonjicanin, Konjicanin (BIH) |
| Zaterdag 14 juni 2014 11:25 UTC+2 | 2× 1×         | verslag | 3× 4×     | Mestska hala micovych sportu, Brno Toeschouwers: 2.500 Scheidsrechters: AKonjicanin, Konjicanin (BIH) |

| Zondag 15 juni 2014 20:00 UTC+2 | Montenegro | 22–22   | Portugal   | Sportski Centar Nikšić, Nikšić Toeschouwers: 750 Scheidsrechters: Pech, Vagvölgyi (HUN) |
| Zondag 15 juni 2014 20:00 UTC+2 | Malović 8  | (13–12) | Ferreira 6 | Sportski Centar Nikšić, Nikšić Toeschouwers: 750 Scheidsrechters: Pech, Vagvölgyi (HUN) |
| Zondag 15 juni 2014 20:00 UTC+2 | 3× 5×      | verslag | 2×         | Sportski Centar Nikšić, Nikšić Toeschouwers: 750 Scheidsrechters: Pech, Vagvölgyi (HUN) |

### Groep 4
| Pos | Team      | Wed | W | G | V | DV  | DT  | DS  | Ptn |
| --- | --------- | --- | - | - | - | --- | --- | --- | --- |
| 1   | Spanje    | 6   | 5 | 0 | 1 | 160 | 106 | +54 | 10  |
| 2   | Nederland | 6   | 5 | 0 | 1 | 170 | 122 | +48 | 10  |
| 3   | Turkije   | 6   | 2 | 0 | 4 | 110 | 166 | −56 | 4   |
| 4   | Italië    | 6   | 0 | 0 | 6 | 105 | 151 | −46 | 0   |

| Woensdag 23 oktober 2013 19:30 UTC+2 | Nederland         | 28–13   | Italië     | Topsportcentrum Rotterdam, Rotterdam Toeschouwers: 2.000 Scheidsrechters: Pech, Vagvölgyi (HUN) |
| Woensdag 23 oktober 2013 19:30 UTC+2 | Van der Heijden 6 | (12–9)  | Gheorghe 4 | Topsportcentrum Rotterdam, Rotterdam Toeschouwers: 2.000 Scheidsrechters: Pech, Vagvölgyi (HUN) |
| Woensdag 23 oktober 2013 19:30 UTC+2 | 3× 2×             | verslag | 3× 2×      | Topsportcentrum Rotterdam, Rotterdam Toeschouwers: 2.000 Scheidsrechters: Pech, Vagvölgyi (HUN) |

| Donderdag 24 oktober 2013 20:00 UTC+2 | Spanje    | 28–11   | Turkije | Palacio de los Deportes de León, León Toeschouwers: 2.000 Scheidsrechters: Vesovic, Mitrovic (MNE) |
| Donderdag 24 oktober 2013 20:00 UTC+2 | Barbosa 9 | (15–5)  | Şahin 3 | Palacio de los Deportes de León, León Toeschouwers: 2.000 Scheidsrechters: Vesovic, Mitrovic (MNE) |
| Donderdag 24 oktober 2013 20:00 UTC+2 | 3×        | verslag | 3× 4×   | Palacio de los Deportes de León, León Toeschouwers: 2.000 Scheidsrechters: Vesovic, Mitrovic (MNE) |

| Zaterdag 26 oktober 2013 20:00 UTC+2 | Italië   | 11–27   | Spanje   | Giovanni Paolo II, Pescara Toeschouwers: 900 Scheidsrechters: Alpaidze, Berezkina (RUS) |
| Zaterdag 26 oktober 2013 20:00 UTC+2 | Fanton 4 | (6–13)  | Pinedo 7 | Giovanni Paolo II, Pescara Toeschouwers: 900 Scheidsrechters: Alpaidze, Berezkina (RUS) |
| Zaterdag 26 oktober 2013 20:00 UTC+2 | 2× 3×    | verslag | 3× 4×    | Giovanni Paolo II, Pescara Toeschouwers: 900 Scheidsrechters: Alpaidze, Berezkina (RUS) |

| Zondag 27 oktober 2013 18:00 UTC+3 | Turkije        | 17–32   | Nederland         | THF Spor Complex, Ankara Toeschouwers: 900 Scheidsrechters: Bounouara, Sami (FRA) |
| Zondag 27 oktober 2013 18:00 UTC+3 | İskenderoğlu 5 | (8–17)  | Van der Heijden 6 | THF Spor Complex, Ankara Toeschouwers: 900 Scheidsrechters: Bounouara, Sami (FRA) |
| Zondag 27 oktober 2013 18:00 UTC+3 | 2× 1×          | verslag | 2× 1×             | THF Spor Complex, Ankara Toeschouwers: 900 Scheidsrechters: Bounouara, Sami (FRA) |

| Woensdag 26 maart 2014 19:30 UTC+1 | Nederland | 27–22   | Spanje    | Topsportcentrum Rotterdam, Rotterdam Toeschouwers: 2.000 Scheidsrechters: Bonaventura, Bonaventura (FRA) |
| Woensdag 26 maart 2014 19:30 UTC+1 | Abbingh 7 | (17–12) | Barbosa 8 | Topsportcentrum Rotterdam, Rotterdam Toeschouwers: 2.000 Scheidsrechters: Bonaventura, Bonaventura (FRA) |
| Woensdag 26 maart 2014 19:30 UTC+1 | 3×        | verslag | 3×        | Topsportcentrum Rotterdam, Rotterdam Toeschouwers: 2.000 Scheidsrechters: Bonaventura, Bonaventura (FRA) |

| Donderdag 27 maart 2014 20:00 UTC+1 | Italië     | 21–22   | Turkije                  | Palazzetto dello Sport Santa Filomena, Chieti Toeschouwers: 1.000 Scheidsrechters: Antic, Jakovljevic (SRB) |
| Donderdag 27 maart 2014 20:00 UTC+1 | Gheorghe 9 | (11–13) | Özel, Şahin, Yakupoglu 4 | Palazzetto dello Sport Santa Filomena, Chieti Toeschouwers: 1.000 Scheidsrechters: Antic, Jakovljevic (SRB) |
| Donderdag 27 maart 2014 20:00 UTC+1 | 3× 1×      | verslag | 3×                       | Palazzetto dello Sport Santa Filomena, Chieti Toeschouwers: 1.000 Scheidsrechters: Antic, Jakovljevic (SRB) |

| Zaterdag 29 maart 2014 17:00 UTC+2 | Turkije | 23–21   | Italië         | THF Spor Complex, Ankara Toeschouwers: 550 Scheidsrechters: Jorum, Stenhaugmo (NOR) |
| Zaterdag 29 maart 2014 17:00 UTC+2 | Özel 8  | (10–19) | Niederwieser 6 | THF Spor Complex, Ankara Toeschouwers: 550 Scheidsrechters: Jorum, Stenhaugmo (NOR) |
| Zaterdag 29 maart 2014 17:00 UTC+2 | 3× 0×   | verslag | 3× 2×          | THF Spor Complex, Ankara Toeschouwers: 550 Scheidsrechters: Jorum, Stenhaugmo (NOR) |

| Zondag 30 maart 2014 17:00 UTC+2 | Spanje    | 29–22   | Nederland   | Palacio de los deportes de la Rioja, Logroño Toeschouwers: 2.518 Scheidsrechters: Maric, Masic (SRB) |
| Zondag 30 maart 2014 17:00 UTC+2 | Barbosa 8 | (16–14) | Malestein 5 | Palacio de los deportes de la Rioja, Logroño Toeschouwers: 2.518 Scheidsrechters: Maric, Masic (SRB) |
| Zondag 30 maart 2014 17:00 UTC+2 | 2× 6×     | verslag | 3× 5×       | Palacio de los deportes de la Rioja, Logroño Toeschouwers: 2.518 Scheidsrechters: Maric, Masic (SRB) |

| Woensdag 11 juni 2014 19:00 UTC+3 | Turkije  | 29–22   | Spanje    | THF Spor Complex, Ankara Toeschouwers: 350 Scheidsrechters: Herczeg, Südi (HUN) |
| Woensdag 11 juni 2014 19:00 UTC+3 | Hosgör 4 | (6–13)  | Barbosa 6 | THF Spor Complex, Ankara Toeschouwers: 350 Scheidsrechters: Herczeg, Südi (HUN) |
| Woensdag 11 juni 2014 19:00 UTC+3 | 3× 4×    | verslag | 2× 3×     | THF Spor Complex, Ankara Toeschouwers: 350 Scheidsrechters: Herczeg, Südi (HUN) |

| Donderdag 12 juni 2014 20:00 UTC+2 | Italië     | 20–24   | Nederland    | Pala San Giacomo, Conversano Toeschouwers: 2.000 Scheidsrechters: Ilieva, Karbeska (MKD) |
| Donderdag 12 juni 2014 20:00 UTC+2 | Gheorghe 7 | (10–13) | Schoenaker 5 | Pala San Giacomo, Conversano Toeschouwers: 2.000 Scheidsrechters: Ilieva, Karbeska (MKD) |
| Donderdag 12 juni 2014 20:00 UTC+2 | 2× 5×      | verslag | 3×           | Pala San Giacomo, Conversano Toeschouwers: 2.000 Scheidsrechters: Ilieva, Karbeska (MKD) |

| Zaterdag 14 juni 2014 17:30 UTC+2 | Spanje    | 27–19   | Italië                   | Quijote Arena, Ciudad Real Toeschouwers: 1.900 Scheidsrechters: Freitas, Carvalho (POR) |
| Zaterdag 14 juni 2014 17:30 UTC+2 | Barbosa 7 | (14–10) | Gheorghe, Niederwieser 7 | Quijote Arena, Ciudad Real Toeschouwers: 1.900 Scheidsrechters: Freitas, Carvalho (POR) |
| Zaterdag 14 juni 2014 17:30 UTC+2 | 3× 4×     | verslag | 3× 4×                    | Quijote Arena, Ciudad Real Toeschouwers: 1.900 Scheidsrechters: Freitas, Carvalho (POR) |

| Zondag 15 juni 2014 14:00 UTC+2 | Nederland         | 37–21   | Turkije                  | Topsportcentrum Rotterdam, Rotterdam Toeschouwers: 2.000 Scheidsrechters: Laurell, Engberg (SWE) |
| Zondag 15 juni 2014 14:00 UTC+2 | Van der Heijden 8 | (18–12) | İskit, Karameke, Şahin 3 | Topsportcentrum Rotterdam, Rotterdam Toeschouwers: 2.000 Scheidsrechters: Laurell, Engberg (SWE) |
| Zondag 15 juni 2014 14:00 UTC+2 | 3× 1×             | verslag | 3×                       | Topsportcentrum Rotterdam, Rotterdam Toeschouwers: 2.000 Scheidsrechters: Laurell, Engberg (SWE) |

### Groep 5
| Pos | Team        | Wed | W | G | V | DV  | DT  | DS  | Ptn |
| --- | ----------- | --- | - | - | - | --- | --- | --- | --- |
| 1   | Zweden      | 6   | 4 | 2 | 0 | 173 | 134 | +39 | 10  |
| 2   | Servië      | 6   | 3 | 2 | 1 | 156 | 140 | +16 | 8   |
| 3   | Slovenië    | 6   | 3 | 0 | 3 | 162 | 173 | −11 | 6   |
| 4   | Zwitserland | 6   | 0 | 0 | 6 | 131 | 175 | −44 | 0   |

| Woensdag 23 oktober 2013 18:00 UTC+2 | Servië   | 32–21   | Zwitserland             | Sportska Hala Vlade Divac, Vrnjačka Banja Toeschouwers: 1.200 Scheidsrechters: Ünlü Hatipoglu, Simsek (TUR) |
| Woensdag 23 oktober 2013 18:00 UTC+2 | Lojpur 7 | (15–6)  | Dinkel, Frey, Weigelt 4 | Sportska Hala Vlade Divac, Vrnjačka Banja Toeschouwers: 1.200 Scheidsrechters: Ünlü Hatipoglu, Simsek (TUR) |
| Woensdag 23 oktober 2013 18:00 UTC+2 | 3× 7×    | verslag | 3×                      | Sportska Hala Vlade Divac, Vrnjačka Banja Toeschouwers: 1.200 Scheidsrechters: Ünlü Hatipoglu, Simsek (TUR) |

| Woensdag 23 oktober 2013 19:15 UTC+2 | Zweden | 30–25   | Slovenië         | Helsingborg Arena, Helsingborg Toeschouwers: 2.139 Scheidsrechters: Rakytina, Tkachuk (UKR) |
| Woensdag 23 oktober 2013 19:15 UTC+2 | Alm 8  | (16–12) | Lazović-Varlec 7 | Helsingborg Arena, Helsingborg Toeschouwers: 2.139 Scheidsrechters: Rakytina, Tkachuk (UKR) |
| Woensdag 23 oktober 2013 19:15 UTC+2 | 3× 4×  | verslag | 3× 5×            | Helsingborg Arena, Helsingborg Toeschouwers: 2.139 Scheidsrechters: Rakytina, Tkachuk (UKR) |

| Zondag 27 oktober 2013 15:30 UTC+2 | Zwitserland     | 22–30   | Zweden                | Saalsporthalle Zürich, Zürich Toeschouwers: 800 Scheidsrechters: Panayides, Andreou (CYP) |
| Zondag 27 oktober 2013 15:30 UTC+2 | Frey, Weigelt 6 | (11–13) | Fogelström, Gulldén 6 | Saalsporthalle Zürich, Zürich Toeschouwers: 800 Scheidsrechters: Panayides, Andreou (CYP) |
| Zondag 27 oktober 2013 15:30 UTC+2 | 3×              | verslag | 3×                    | Saalsporthalle Zürich, Zürich Toeschouwers: 800 Scheidsrechters: Panayides, Andreou (CYP) |

| Zondag 27 oktober 2013 18:00 UTC+2 | Slovenië | 16–12   | Servië  | Hala Tivoli, Ljubljana Toeschouwers: 800 Scheidsrechters: Gubica, Milosevic (CRO) |
| Zondag 27 oktober 2013 18:00 UTC+2 | Mavsar 6 | (16–12) | Krpež 5 | Hala Tivoli, Ljubljana Toeschouwers: 800 Scheidsrechters: Gubica, Milosevic (CRO) |
| Zondag 27 oktober 2013 18:00 UTC+2 | 3×       | verslag | 3× 2×   | Hala Tivoli, Ljubljana Toeschouwers: 800 Scheidsrechters: Gubica, Milosevic (CRO) |

| Donderdag 27 maart 2014 18:00 UTC+2 | Servië         | 25–25   | Zweden        | Sport Centar Mladost Jezero, Kragujevac Toeschouwers: 3.500 Scheidsrechters: Nicolae Stark, Mihai Stefan (ROU) |
| Donderdag 27 maart 2014 18:00 UTC+2 | Damnjanović 11 | (14–14) | Torstensson 7 | Sport Centar Mladost Jezero, Kragujevac Toeschouwers: 3.500 Scheidsrechters: Nicolae Stark, Mihai Stefan (ROU) |
| Donderdag 27 maart 2014 18:00 UTC+2 | 2× 3×          | verslag | 3× 2×         | Sport Centar Mladost Jezero, Kragujevac Toeschouwers: 3.500 Scheidsrechters: Nicolae Stark, Mihai Stefan (ROU) |

| Donderdag 27 maart 2014 20:00 UTC+2 | Zwitserland | 22–24   | Slovenië      | Stäfa Frohberg, Stäfa Toeschouwers: 757 Scheidsrechters: Martins, Accoto Martins (POR) |
| Donderdag 27 maart 2014 20:00 UTC+2 | Weigelt 9   | (13–14) | Gros, Koren 5 | Stäfa Frohberg, Stäfa Toeschouwers: 757 Scheidsrechters: Martins, Accoto Martins (POR) |
| Donderdag 27 maart 2014 20:00 UTC+2 | 3×          | verslag | 3× 6×         | Stäfa Frohberg, Stäfa Toeschouwers: 757 Scheidsrechters: Martins, Accoto Martins (POR) |

| Zondag 30 maart 2014 17:30 UTC+1 | Slovenië | 30–29   | Zwitserland | Sportna dvorana Kodeljevo, Ljubljana Toeschouwers: 1.200 Scheidsrechters: Gasmi, Gasmi (FRA) |
| Zondag 30 maart 2014 17:30 UTC+1 | Gros 6   | (15–16) | Weigelt 8   | Sportna dvorana Kodeljevo, Ljubljana Toeschouwers: 1.200 Scheidsrechters: Gasmi, Gasmi (FRA) |
| Zondag 30 maart 2014 17:30 UTC+1 | 3× 5× 2× | verslag | 3× 7× 1×    | Sportna dvorana Kodeljevo, Ljubljana Toeschouwers: 1.200 Scheidsrechters: Gasmi, Gasmi (FRA) |

| Zondag 30 maart 2014 18:15 UTC+1 | Zweden        | 18–18   | Servië               | Kristianstad Arena, Kristianstad Toeschouwers: 2.449 Scheidsrechters: Alpaidze, Berezkina (RUS) |
| Zondag 30 maart 2014 18:15 UTC+1 | Torstensson 5 | (9–10)  | Lekić, Damnjanović 6 | Kristianstad Arena, Kristianstad Toeschouwers: 2.449 Scheidsrechters: Alpaidze, Berezkina (RUS) |
| Zondag 30 maart 2014 18:15 UTC+1 | 3× 4×         | verslag | 3× 5×                | Kristianstad Arena, Kristianstad Toeschouwers: 2.449 Scheidsrechters: Alpaidze, Berezkina (RUS) |

| Woensdag 11 juni 2014 20:00 UTC+1 | Slovenië      | 27–34   | Zweden    | Sportna dvorana Kodeljevo, Ljubljana Toeschouwers: 700 Scheidsrechters: Schulze, Tönnies (GER) |
| Woensdag 11 juni 2014 20:00 UTC+1 | Gros, Irman 5 | (14–17) | Gulldén 8 | Sportna dvorana Kodeljevo, Ljubljana Toeschouwers: 700 Scheidsrechters: Schulze, Tönnies (GER) |
| Woensdag 11 juni 2014 20:00 UTC+1 | 2× 3×         | verslag | 3× 5×     | Sportna dvorana Kodeljevo, Ljubljana Toeschouwers: 700 Scheidsrechters: Schulze, Tönnies (GER) |

| Donderdag 12 juni 2014 20:00 UTC+1 | Zwitserland | 20–23   | Servië  | Stäfa Frohberg, Stäfa Toeschouwers: 680 Scheidsrechters: Rakytina, Tkachuk (UKR) |
| Donderdag 12 juni 2014 20:00 UTC+1 | Dinkel 5    | (12–13) | Lekić 5 | Stäfa Frohberg, Stäfa Toeschouwers: 680 Scheidsrechters: Rakytina, Tkachuk (UKR) |
| Donderdag 12 juni 2014 20:00 UTC+1 | 3×          | verslag | 3×      | Stäfa Frohberg, Stäfa Toeschouwers: 680 Scheidsrechters: Rakytina, Tkachuk (UKR) |

| Zondag 15 juni 2014 13:00 UTC+1 | Zweden      | 36–17   | Zwitserland | Scandinavium, Göteborg Toeschouwers: 3.506 Scheidsrechters: Kijauskaite, Zaliene (LTU) |
| Zondag 15 juni 2014 13:00 UTC+1 | Johansson 6 | (18–6)  | Weigelt 6   | Scandinavium, Göteborg Toeschouwers: 3.506 Scheidsrechters: Kijauskaite, Zaliene (LTU) |
| Zondag 15 juni 2014 13:00 UTC+1 | 3× 1×       | verslag | 3×          | Scandinavium, Göteborg Toeschouwers: 3.506 Scheidsrechters: Kijauskaite, Zaliene (LTU) |

| Zondag 15 juni 2014 20:00 UTC+1 | Servië  | 32–25   | Slovenië | Sport Hall Cair, Niš Toeschouwers: 3.200 Scheidsrechters: Krkacev, Kolevski (MKD) |
| Zondag 15 juni 2014 20:00 UTC+1 | Lekić 9 | (18–15) | Gros 6   | Sport Hall Cair, Niš Toeschouwers: 3.200 Scheidsrechters: Krkacev, Kolevski (MKD) |
| Zondag 15 juni 2014 20:00 UTC+1 | 3× 0×   | verslag | 3× 1×    | Sport Hall Cair, Niš Toeschouwers: 3.200 Scheidsrechters: Krkacev, Kolevski (MKD) |

### Groep 6
| Pos | Team        | Wed | W | G | V | DV  | DT  | DS  | Ptn |
| --- | ----------- | --- | - | - | - | --- | --- | --- | --- |
| 1   | Noorwegen   | 4   | 4 | 0 | 0 | 120 | 94  | +26 | 8   |
| 2   | Roemenië    | 4   | 2 | 0 | 2 | 103 | 103 | 0   | 4   |
| 3   | Wit-Rusland | 4   | 0 | 0 | 4 | 101 | 127 | −26 | 0   |

| Woensdag 23 oktober 2013 18:00 UTC+2 | Roemenië               | 23–25   | Noorwegen        | Antonio Alexa, Oradea Toeschouwers: 2.500 Scheidsrechters: Brehmer, Skowronek (POL) |
| Woensdag 23 oktober 2013 18:00 UTC+2 | Ardean-Elisei, Marin 5 | (10–11) | Dyhre Breivang 6 | Antonio Alexa, Oradea Toeschouwers: 2.500 Scheidsrechters: Brehmer, Skowronek (POL) |
| Woensdag 23 oktober 2013 18:00 UTC+2 | 3× 2×                  | verslag | 3× 4×            | Antonio Alexa, Oradea Toeschouwers: 2.500 Scheidsrechters: Brehmer, Skowronek (POL) |

| Zondag 27 oktober 2013 16:15 UTC+2 | Noorwegen | 30–18   | Roemenië | Sotra Arena, Bergen Toeschouwers: 3.200 Scheidsrechters: Bonaventura, Bonaventura (FRA) |
| Zondag 27 oktober 2013 16:15 UTC+2 | Løke 6    | (14–9)  | Marin 6  | Sotra Arena, Bergen Toeschouwers: 3.200 Scheidsrechters: Bonaventura, Bonaventura (FRA) |
| Zondag 27 oktober 2013 16:15 UTC+2 | 3× 4×     | verslag | 3×       | Sotra Arena, Bergen Toeschouwers: 3.200 Scheidsrechters: Bonaventura, Bonaventura (FRA) |

| Woensdag 26 maart 2014 19:15 UTC+1 | Noorwegen | 33–29   | Wit-Rusland   | Stavanger Idrettshall, Stavanger Toeschouwers: 7.140 Scheidsrechters: Kijauskaite, Zaliene (LTU) |
| Woensdag 26 maart 2014 19:15 UTC+1 | Herrem 9  | (16–13) | Stsiapanava 7 | Stavanger Idrettshall, Stavanger Toeschouwers: 7.140 Scheidsrechters: Kijauskaite, Zaliene (LTU) |
| Woensdag 26 maart 2014 19:15 UTC+1 | 3×        | verslag | 3× 2×         | Stavanger Idrettshall, Stavanger Toeschouwers: 7.140 Scheidsrechters: Kijauskaite, Zaliene (LTU) |

| Zondag 30 maart 2014 16:00 UTC+2 | Wit-Rusland | 24–32   | Noorwegen | Sport Complex Olympiets, Mahiljow Toeschouwers: 1.450 Scheidsrechters: Ilieva, Karbeska (MKD) |
| Zondag 30 maart 2014 16:00 UTC+2 | Lisok 4     | (12–16) | Løke 6    | Sport Complex Olympiets, Mahiljow Toeschouwers: 1.450 Scheidsrechters: Ilieva, Karbeska (MKD) |
| Zondag 30 maart 2014 16:00 UTC+2 | 3× 2×       | verslag | 3×        | Sport Complex Olympiets, Mahiljow Toeschouwers: 1.450 Scheidsrechters: Ilieva, Karbeska (MKD) |

| Woensdag 11 juni 2014 18:00 UTC+3 | Wit-Rusland | 28–30   | Roemenië        | Sport Complex Olympiets, Mahiljow Toeschouwers: 1.490 Scheidsrechters: Leandersson, Lindroos (FIN) |
| Woensdag 11 juni 2014 18:00 UTC+3 | Ezhikova 6  | (13–14) | Ardean-Elisei 9 | Sport Complex Olympiets, Mahiljow Toeschouwers: 1.490 Scheidsrechters: Leandersson, Lindroos (FIN) |
| Woensdag 11 juni 2014 18:00 UTC+3 | 3× 2×       | verslag | 3×              | Sport Complex Olympiets, Mahiljow Toeschouwers: 1.490 Scheidsrechters: Leandersson, Lindroos (FIN) |

| Zondag 15 juni 2014 18:30 UTC+3 | Roemenië  | 32–20   | Wit-Rusland   | Sala Polivalenta Lascar Pana, Baia Mare Toeschouwers: 2.000 Scheidsrechters: Hajek, Macho (CRO) |
| Zondag 15 juni 2014 18:30 UTC+3 | Nechita 8 | (15–6)  | Stsiapanava 5 | Sala Polivalenta Lascar Pana, Baia Mare Toeschouwers: 2.000 Scheidsrechters: Hajek, Macho (CRO) |
| Zondag 15 juni 2014 18:30 UTC+3 | 3× 4×     | verslag | 3× 1×         | Sala Polivalenta Lascar Pana, Baia Mare Toeschouwers: 2.000 Scheidsrechters: Hajek, Macho (CRO) |

### Groep 7
| Pos | Team      | Wed | W | G | V | DV  | DT  | DS  | Ptn |
| --- | --------- | --- | - | - | - | --- | --- | --- | --- |
| 1   | Duitsland | 4   | 3 | 0 | 1 | 114 | 93  | +21 | 6   |
| 2   | Rusland   | 4   | 3 | 0 | 1 | 123 | 107 | +16 | 6   |
| 3   | Macedonië | 4   | 0 | 0 | 4 | 84  | 121 | −37 | 0   |

| Woensdag 23 oktober 2013 19:30 UTC+2 | Duitsland      | 32–27   | Rusland     | Arena-Trier, Trier Toeschouwers: 1.480 Scheidsrechters: Kurtagic, Wetterwik (SWE) |
| Woensdag 23 oktober 2013 19:30 UTC+2 | Müller, Zapf 9 | (18–11) | Davydenko 5 | Arena-Trier, Trier Toeschouwers: 1.480 Scheidsrechters: Kurtagic, Wetterwik (SWE) |
| Woensdag 23 oktober 2013 19:30 UTC+2 | 3×             | verslag | 3× 5×       | Arena-Trier, Trier Toeschouwers: 1.480 Scheidsrechters: Kurtagic, Wetterwik (SWE) |

| Zondag 27 oktober 2013 18:00 UTC+4 | Rusland   | 29–28   | Duitsland | Sportcomplex Zvezdniy, Astrachan Toeschouwers: 3.000 Scheidsrechters: Stark, Mihai Stefan (ROU) |
| Zondag 27 oktober 2013 18:00 UTC+4 | Makeeva 5 | (13–11) | Müller 9  | Sportcomplex Zvezdniy, Astrachan Toeschouwers: 3.000 Scheidsrechters: Stark, Mihai Stefan (ROU) |
| Zondag 27 oktober 2013 18:00 UTC+4 | 3× 4×     | verslag | 3× 2×     | Sportcomplex Zvezdniy, Astrachan Toeschouwers: 3.000 Scheidsrechters: Stark, Mihai Stefan (ROU) |

| Woensdag 26 maart 2014 19:00 UTC+3 | Rusland | 29–28   | Macedonië                    | Palace of Sport Rostov Don, Rostov aan de Don Toeschouwers: 2.200 Scheidsrechters: Horváth, Marton (HUN) |
| Woensdag 26 maart 2014 19:00 UTC+3 | Ilina 7 | (18–12) | Despodovska, Gjeorgjievska 6 | Palace of Sport Rostov Don, Rostov aan de Don Toeschouwers: 2.200 Scheidsrechters: Horváth, Marton (HUN) |
| Woensdag 26 maart 2014 19:00 UTC+3 | 3× 5×   | verslag | 3× 2×                        | Palace of Sport Rostov Don, Rostov aan de Don Toeschouwers: 2.200 Scheidsrechters: Horváth, Marton (HUN) |

| Zaterdag 29 maart 2014 17:45 UTC+3 | Macedonië       | 24–31   | Rusland          | SRC Kale, Skopje Toeschouwers: 1.300 Scheidsrechters: Brunovsky, Canda (SVK) |
| Zaterdag 29 maart 2014 17:45 UTC+3 | Gjeorgjievska 7 | (9–18)  | Chernoivanenko 6 | SRC Kale, Skopje Toeschouwers: 1.300 Scheidsrechters: Brunovsky, Canda (SVK) |
| Zaterdag 29 maart 2014 17:45 UTC+3 | 3× 1×           | verslag | 3× 1×            | SRC Kale, Skopje Toeschouwers: 1.300 Scheidsrechters: Brunovsky, Canda (SVK) |

| Woensdag 11 juni 2014 17:45 UTC+3 | Macedonië     | 21–23   | Duitsland | SRC Kale, Skopje Toeschouwers: 1.500 Scheidsrechters: Leszczynski, Piechota (POL) |
| Woensdag 11 juni 2014 17:45 UTC+3 | Despodovska 8 | (11–9)  | Müller 6  | SRC Kale, Skopje Toeschouwers: 1.500 Scheidsrechters: Leszczynski, Piechota (POL) |
| Woensdag 11 juni 2014 17:45 UTC+3 | 3× 2×         | verslag | 2× 1×     | SRC Kale, Skopje Toeschouwers: 1.500 Scheidsrechters: Leszczynski, Piechota (POL) |

| Zaterdag 14 juni 2014 12:30 UTC+2 | Duitsland | 31–16   | Macedonië     | GETEC-Arena-Bördelandhalle, Maagdenburg Toeschouwers: 7.700 Scheidsrechters: Olesen, Gramm Pedersen (DEN) |
| Zaterdag 14 juni 2014 12:30 UTC+2 | Müller 7  | (14–5)  | Despodovska 9 | GETEC-Arena-Bördelandhalle, Maagdenburg Toeschouwers: 7.700 Scheidsrechters: Olesen, Gramm Pedersen (DEN) |
| Zaterdag 14 juni 2014 12:30 UTC+2 | 3×        | verslag | 3× 5×         | GETEC-Arena-Bördelandhalle, Maagdenburg Toeschouwers: 7.700 Scheidsrechters: Olesen, Gramm Pedersen (DEN) |

## Gekwalificeerde landen
|    | Land       |
| -- | ---------- |
| 1  | Kroatië    |
| 2  | Hongarije  |
| 3  | Denemarken |
| 4  | Oekraïne   |
| 5  | Frankrijk  |
| 6  | Slowakije  |
| 7  | Montenegro |
| 8  | Polen      |
| 9  | Spanje     |
| 10 | Nederland  |
| 11 | Zweden     |
| 12 | Servië     |
| 13 | Noorwegen  |
| 14 | Roemenië   |
| 15 | Duitsland  |
| 16 | Rusland    |